# Supersypnoides amplifascia
Supersypnoides amplifascia är en fjärilsart som beskrevs av Warren. Supersypnoides amplifascia ingår i släktet Supersypnoides och familjen nattflyn. Inga underarter finns listade i Catalogue of Life.